# Marc Richir

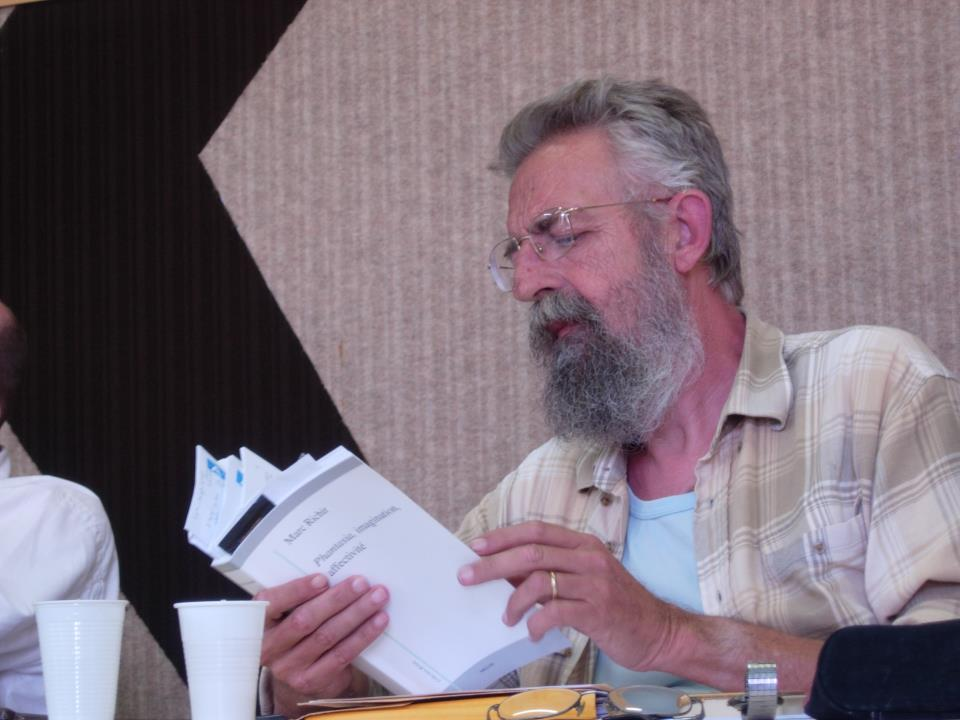
Marc Richir

Marc Richir (* 2. Februar 1943 in Couillet, Belgien; † 9. November 2015 in Avignon, Frankreich) war ein belgischer Philosoph, der der philosophischen Strömung der Phänomenologie zugeordnet wird.

## Leben
Richir studierte Physik an der Universität Lüttich, wo er mit 21 Jahren sein Diplom erhielt. Anschließend arbeitete er für ein Jahr am Institut d'Astrophysique in Lüttich an der Seite von Albert Van de Vorst im Bereich Elektronenspinresonanz.
Danach brach er sein Physikstudium ab und studierte Philosophie an der Université libre de Bruxelles. Ab 1968 arbeitete er als Wissenschaftlicher Mitarbeiter am belgischen Fund for Scientific Research (F.R.S.–FNRS) und lehrte Philosophie an der Université Libre de Bruxelles und an der Universität Paris VII.
1976 zog er mit seiner Familie nach Südfrankreich in einen Ort in der Vaucluse. Er starb am 9. November 2015 in Avignon an einer Krebserkrankung.
Richir hat u. a. Schriften von Eugen Fink, Edmund Husserl und Ludwig Binswanger ins Französische übersetzt.

## Werk
Richir gilt als Vertreter einer phänomenologischen Metaphysik. Er veröffentlichte zahlreiche philosophiehistorische Untersuchungen zu Vertretern der phänomenologischen Bewegung in Deutschland und Frankreich, darunter detaillierte Auseinandersetzungen mit Texten von Husserl, Heidegger, Fink, Maurice Merleau-Ponty und Emmanuel Lévinas. Sein eigenes Werk besteht in einer Philosophie der Sinnbildung, die sich in der Tradition der transzendentalen Phänomenologie verortet und diese unter anderem mit der klassischen deutschen Philosophie von Kant und Fichte verbindet. In den Phänomenologischen Meditationen, seiner bislang einzigen ins Deutsche übersetzten Monografie, strebt Richir eine „Phänomenologie der fungierenden Sprache“ an, mit der er an Arbeiten von Fink und Merleau-Ponty anschließt und die im Dienste einer „architektonischen Umgestaltung der Phänomenologie“ stehen soll. Richir verfasste außerdem Schriften zum Strukturalismus und Poststrukturalismus, zur phänomenologischen Anthropologie und Psychopathologie sowie zu Politik, Literatur und Mythentheorie.

## Archiv
Die Bergische Universität Wuppertal beherbergt seit März 2019 das neugegründete Marc-Richir-Archiv. Nachlassverwalter Richirs und Leiter des Archivs ist Alexander Schnell. Der Nachlass umfasst neben der Privatbibliothek Richirs einen umfangreichen Bestand seiner Manuskripte.

## Schriften
- Au-delà du renversement copernicien – La question de la phénoménologie et de son fondement. La Haye, Martinus Nijhoff, coll. Phaenomènologica, n° 7, 1976. ISBN 978-90-2471903-7
- Le rien et son apparence – Fondements pour la phénoménologie (Fichte, Doctrine de la science 1794/95). Bruxelles, Ousia n°1-2, 1979.ISBN 978-2-87060001-6
- Recherches Phénoménologiques (I.II.III) – Fondation pour la phénoménologie transcendantale. Bruxelles, Ousia n°5, 1981. ISBN 978-2-87060004-7
- Recherches Phénoménologiques (IV-V) – du schématisme phénoménologique transcendantal. Bruxelles, Ousia n°9, 1983. ISBN 978-2-87060009-2
- Phénomènes, temps et êtres – Ontologie et phénoménologie. Grenoble, Jérôme Millon, coll. Krisis, 1987. ISBN 978-2-905614087
- Phénoménologie et institution symbolique – Phénomènes, temps et êtres II. Grenoble, Jérôme Millon, coll. Krisis, 1988. ISBN 978-2-90561416-2
- La Crise du sens et la phénoménologie – Autour de la Krisis de Husserl. Grenoble, Jérôme Millon, coll. Krisis,  1990. ISBN 978-2-90561436-0
- Du Sublime en politique. Paris, Payot, coll. Critique de la politique, février 1991. ISBN 978-2-22888279-8
- Méditations phénoménologiques – Phénoménologie et phénoménologie du langage. Grenoble, Jérôme Millon, coll. Krisis, novembre 1992. ISBN 978-2-90561481-0
- Le Corps – Essai sur l’intériorité, Paris, Hatier, coll. Optiques philosophie, octobre 1993. ISBN 978-2-21807361-8
- La Naissance des dieux. Paris, Hachette, coll. Essais du XXe siècle, 1995. ISBN 978-2-01235149-3
- Melville – Les assises du monde. Paris, Hachette, coll. Coup double. 1996. ISBN 978-2-012351707
- L’Expérience du penser – Phénoménologie, philosophie, mythologie. Grenoble, Jérôme Millon, coll.  Krisis. 1996 ISBN 978-2-84137044-3
- Phénoménologie en esquisses – Nouvelles fondations. Grenoble, Jérôme Millon, coll. Krisis,  2000. ISBN  978-2-84137092-4
- L’Institution de l’idéalité – Des schématismes phénoménologiques, Beauvais, Association pour la promotion de la phénoménologie, coll. Mémoires des Annales, 2002. ISBN 978-2-95182260-3
- Phantasia, imagination, affectivité – Phénoménologie et anthropologie phénoménologique. Grenoble, Jérôme Millon, coll. Krisis, 2004. ISBN 978-2-84137160-0
- Fragments phénoménologiques sur le temps et l’espace. Grenoble, Jérôme Millon, coll. Krisis, 2006. ISBN 978-2-84137198-3
- Fragments phénoménologiques sur le langage, Grenoble, Jérôme Millon, coll. Krisis, 2008. ISBN 978-2-84137224-9
- Variations sur le sublime et le soi, Grenoble, Jérôme Millon, coll. Krisis, 2010. ISBN  978-2-84137255-3
- Sur le sublime et le soi – Variations II, Amiens, Association promotion phénoménologie, coll. Mémoires des Annales de phénoménologie,  2011. ISBN 978-2-91648407-5
- La contingence du Despote, Paris, Payot & Rivages, coll. Critique de la politique, 2014. ISBN  978-2-22891039-2
- De la Négativité en phénoménologie, Grenoble, Jérôme Millon, coll. Krisis, 2014. ISBN 978-2-84137303-1
- L’Écart et le Rien – Conversations avec Sacha Carlson, Grenoble, Jérôme Millon, coll. Krisis, 2015. ISBN 978-2-84137311-6
- Propositions Buissonnières, Grenoble, Jérôme Millon, coll. Krisis, 2016. ISBN 978-2-84137325-3

Übersetzungen ins Deutsche
- Epoché, Flimmern und Reduktion in der Phänomenologie, in: Rudolf Bernet und Antje Kapust (Hrsg.): Die Sichtbarkeit des Unsichtbaren, München 2009, S. 29–43. ISBN 978-3-7705-4455-4
- Über die phänomenologische Revolution: einige Skizzen. In: Hans-Dieter Gondek, Tobias Nikolaus Klass und László Tengelyi (Hrsg.). Phänomenologie der Sinnereignisse (Übergänge. 59.) Fink, München 2011, S. 62–77. ISBN 978-3-7705-5198-9
- Das Abenteuer der Sinnbildung. Aufsätze zur Phänomenalität der Sprache. Aus d. Franz. von Jürgen Trinks. Turia & Kant, 2000. ISBN 978-3-85132-249-1
- Phänomenologische Meditationen: Phänomenologie und Phänomenologie des Sprachlichen: Zur Phänomenologie des Sprachlichen. Hrsg. u. übers. von Jürgen Trinks. Turia & Kant, 2000. ISBN 978-3-85132288-0